# 库库龙
库库龙（法語：Coucouron，法語發音：[kukuʁɔ̃]）是法国阿尔代什省的一个市镇，属于拉让蒂耶尔区。

## 地理
库库龙（44°48'13"N, 3°58'16"E）面积23.89 平方千米，位于法国奥弗涅-罗讷-阿尔卑斯大区阿尔代什省，该省份为法国东南部内陆省份，北起顺时针与卢瓦尔省、伊泽尔省、德龙省、沃克吕兹省、加尔省、洛泽尔省和上盧瓦爾省接壤。
与库库龙接壤的市镇（或旧市镇、城区）包括：伊桑拉、拉沙佩勒格拉尤斯、拉维拉特、拉法尔、圣阿尔孔德巴尔日、圣保罗德塔尔塔斯。

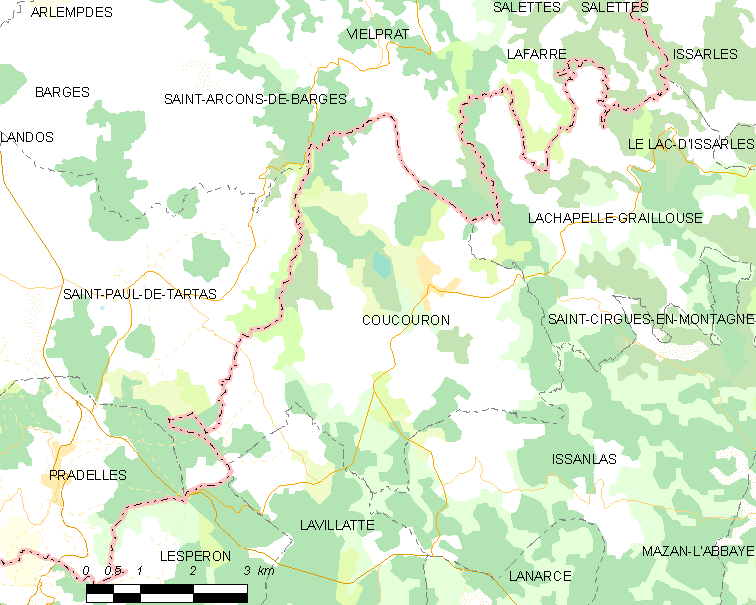
库库龙的OSM定位图

库库龙的时区为UTC+01:00、UTC+02:00（夏令时）。

## 行政
库库龙的邮政编码为07470，INSEE市镇编码为07071。

## 政治
库库龙所属的省级选区为上阿尔代什县。

## 人口

1962-2008年间库库龙人口变化图示

库库龙于2022年1月1日时的人口数量为767人。